# Taiwanische Badmintonmeisterschaft 1986
Die Taiwanische Badmintonmeisterschaft der Saison 1985/1986 fand vom 9. bis zum 12. November 1985 statt. Es war die 31. Auflage der nationalen Titelkämpfe von Taiwan im Badminton.

## Titelträger
| Disziplin    | Sieger                                       |
| ------------ | -------------------------------------------- |
| Herreneinzel | 陳能彪 (Chen Neng-piao)                      |
| Dameneinzel  | Lee Chien-mei                                |
| Herrendoppel | 林佳葳 (Lin Chia-wei) 高圳智 (Kao Chou-chih) |
| Damendoppel  | Lee Chien-mei Kang Chia-yi                   |